# أندريس إسكوبار
أندريس أسكوبار سالداريغا (بالإسبانية: Andrés Escobar) لاعب كرة قدم كولومبي ولد في ميديلين في 13 مارس 1967 كان يلعب في مركز المدافع. اشتهر بحادثة قتله في عام 1994 إثر حادثة قتل شنيعة من قبل أفراد المافيا الكولومبية والذين أطلقوا 6 طلقات على جسده بسبب خطأ له في مباراته أمام الولايات المتحدة والتي أخرجت المنتخب الكولمبي من كأس العالم عام 1994.

## روابط خارجية
- أندريس إسكوبار على موقع الاتحاد الدولي (مؤرشف)  (الإنجليزية)
- أندريس إسكوبار على موقع الاتحاد الأوربي (الإنجليزية)
- أندريس إسكوبار على موقع قاعدة بيانات كرة القدم.إي يو (الإنجليزية)
- أندريس إسكوبار على موقع ليكيب (الفرنسية)
- أندريس إسكوبار على موقع ناشيونال فوتبول تيمز (الإنجليزية)
- أندريس إسكوبار على موقع Soccerway.com (الإنجليزية)
- أندريس إسكوبار على موقع عالم كرة القدم.نت (الإنجليزية)